# Raffaele Mazzio
Raffaele kardinal Mazzio, italijanski rimskokatoliški duhovnik in kardinal, * 24. oktober 1765, Rim, † 4. februar 1832.

## Življenjepis
15. marca 1830 je bil povzdignjen v kardinala in imenovan za kardinal-duhovnika v baziliki svete Marije v Trasteveru.